# Sant Julià de Cerdanyola
Sant Julià de Cerdanyola (spanisch San Julián de Serdañola) ist ein Ort und eine Gemeinde (municipio) mit 232 Einwohnern (Stand: 2024) in der Comarca Berguedà in der Provinz Barcelona in der Autonomen Region Katalonien. Bis 1945 war die Gemeinde eigenständig. Von 1945 bis 1993 war die Ortschaft Teil der Gemeinde Guardiola de Berguedà. Seit 1993 ist die Gemeinde wieder eigenständig. 

## Lage
Sant Julià de Cerdanyola liegt etwa 110 Kilometer nordnordwestlich von Barcelona in einer Höhe von etwa 955 m in den südlichen Ausläufern der Pyrenäen in der Comarca Berguedà im Norden Kataloniens.

## Bevölkerungsentwicklung
| Jahr      | 1996 | 2001 | 2011 | 2021 |
| Einwohner | 217  | 236  | 258  | 233  |

## Sehenswürdigkeiten
- Julianuskirche
- Marienheiligtum

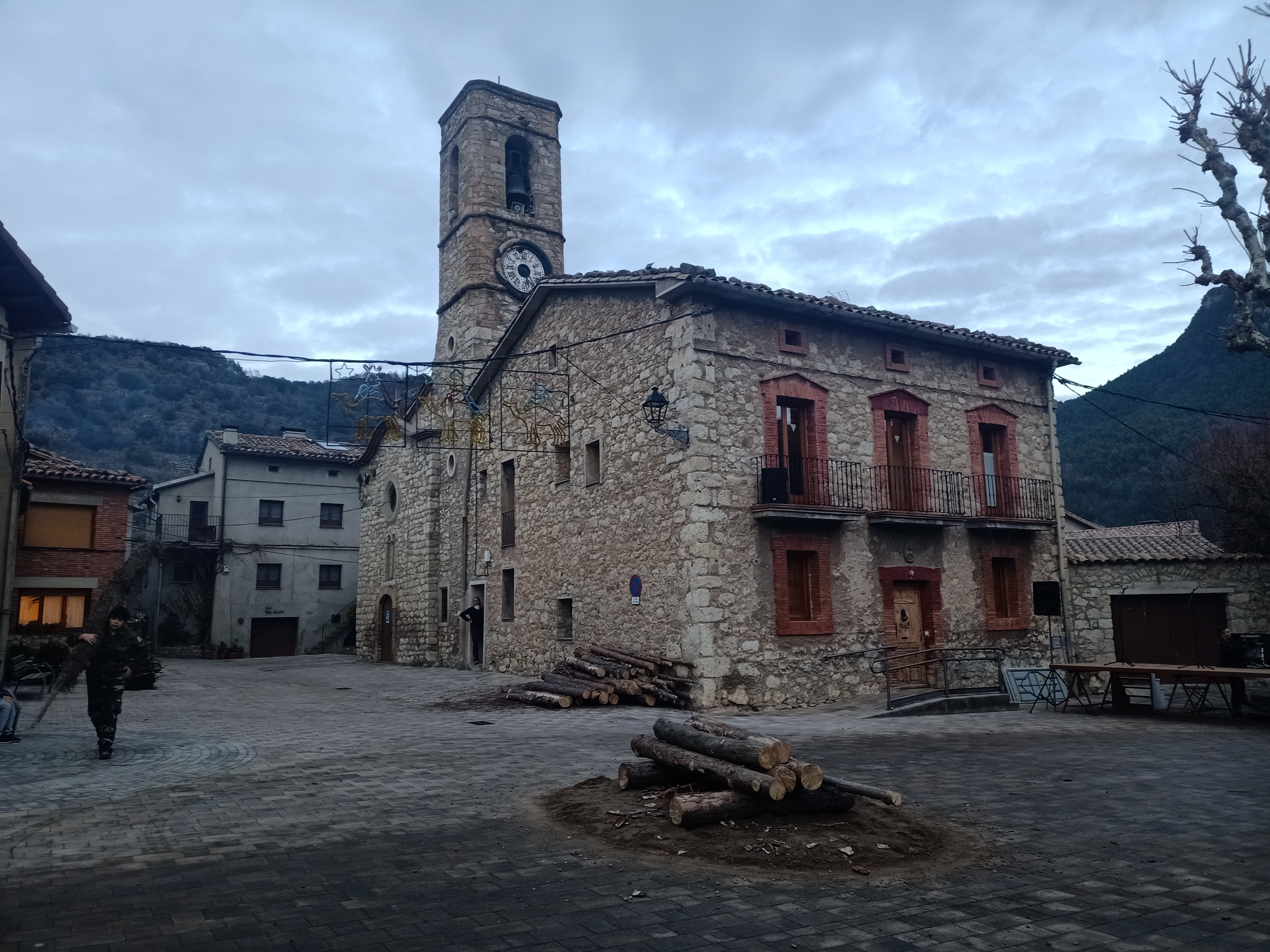
Julianskirche
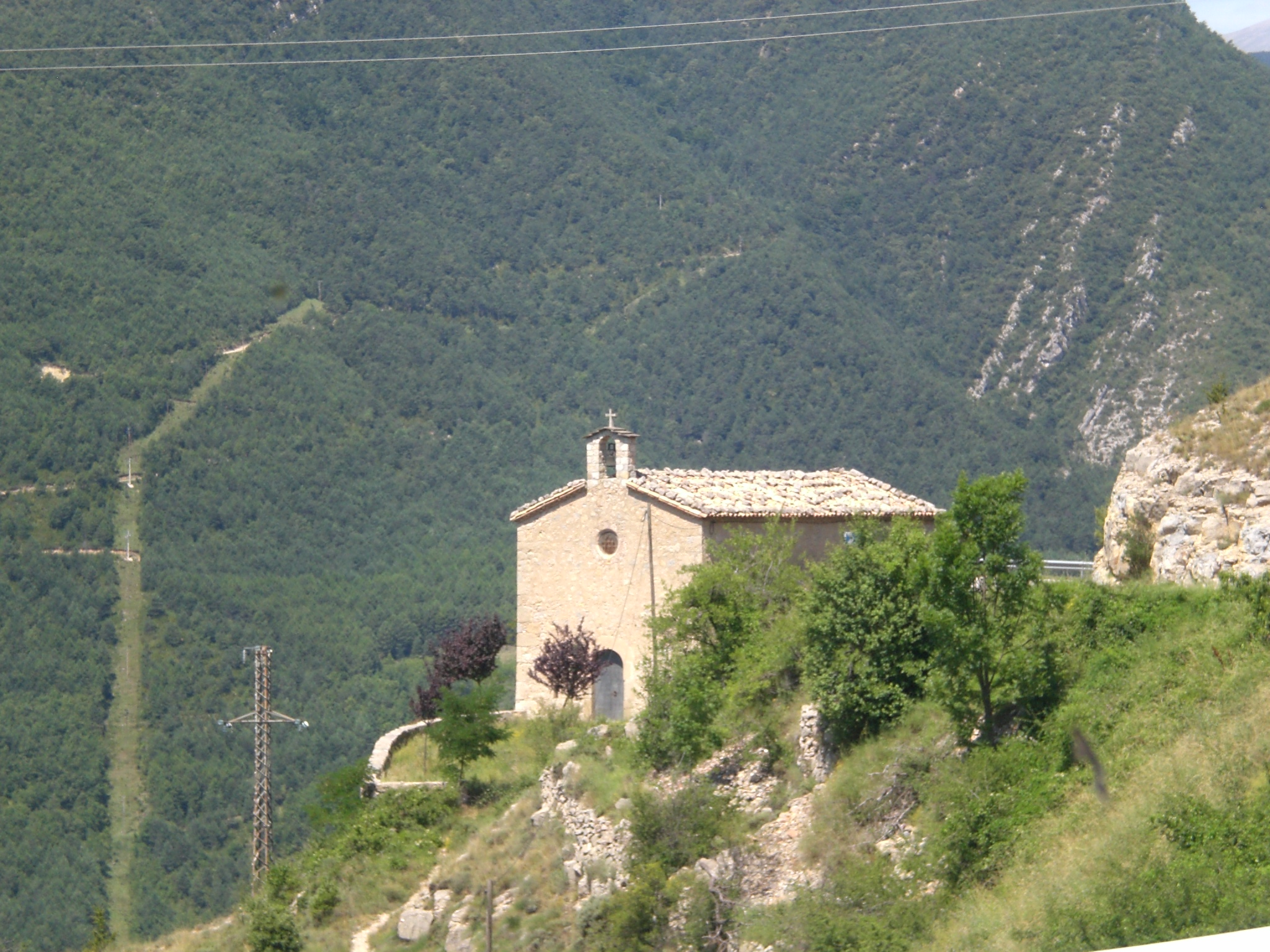
Marienheiligtum